# Mechanitis veritabilis
Mechanitis veritabilis är en fjärilsart som beskrevs av Butler 1873. Mechanitis veritabilis ingår i släktet Mechanitis och familjen praktfjärilar. Inga underarter finns listade i Catalogue of Life.